# Rodrigo Lara Bonilla
Rodrigo Lara Bonilla (Neiva, 11 agosto 1946 – Bogotà, 30 aprile 1984) è stato un avvocato e politico colombiano, ministro della Giustizia sotto il presidente Belisario Betancur Cuartas.
Nel 1984 fu assassinato a proiettili a nord di Bogotà mentre viaggiava sulla sua auto, per ordine di Pablo Escobar e a causa del suo lavoro come ministro nel perseguire i trafficanti di cocaina appartenenti prevalentemente al cartello di Medellín. La sua morte rappresentò l'inizio di una guerra senza esclusione di colpi tra lo Stato colombiano e i gruppi di narcotrafficanti che sarebbe durata più di un decennio. La storia della sua vita e della sua uccisione sono state romanzate dallo scrittore Nahum Montt nel libro Lara.

## Biografia

### Gli inizi
Nato a Neiva, capitale del dipartimento di Huila, studiò diritto presso l'Universidad Externado de Colombia. Anni dopo si unì al Movimento Rivoluzionario Liberale, fondato e coordinato dall'ex-presidente colombiano liberale Alfonso López Michelsen. Nel 1969, a 23 anni, fu nominato sindaco della sua città natale. Esercitò vari incarichi diplomatici a Parigi e tornato in patria la sua carriera politica fu tutta in ascesa, venendo eletto consigliere, vice, rappresentante alla Camera dei rappresentanti e in seguito al Senato della Repubblica.

### Ministro della Giustizia

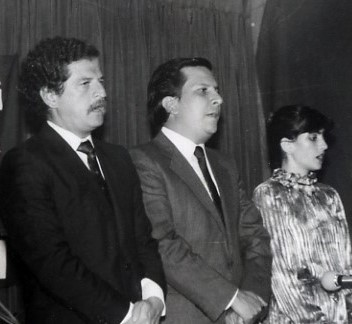
Membri del Nuevo Liberalismo, c. 1979. Da sinistra: Luis Carlos Galán, Rodrigo Lara e Gabriela White de Vélez. Galán e Lara furono assassinati dai signori della droga.

Nell'agosto del 1983 Lara, che apparteneva al Nuevo Liberalismo, movimento politico creato da lui stesso e Luis Carlos Galán, è nominato Ministro della Giustizia dal presidente Belisario Betancur, sostituendo Bernardo Gaitàn Mahecha. Lara, insieme a Galàn, si apprestava così a entrare in lotta con i cartelli della droga, soprattutto quello di Medellín, che era guidato da Pablo Escobar. Nel Congresso denunciò pubblicamente Escobar, eletto deputato il 14 marzo 1982, dimostrando i suoi legami con il narcotraffico ed espose come lui e il cartello fossero collusi con l'infiltrazione di denaro riciclato dalla droga nei club sportivi e con episodi di corruzione di politici.
Ciò lo portò a essere il bersaglio di una trappola mediatica elaborata da alcuni politici, narcotrafficanti e giornalisti che vedevano un pericolo nella crescita di consenso di Lara nel Governo e soprattutto nell'avanzamento della lotta al narcotraffico. Jairo Ortega, alleato di Escobar al Congresso, presentò un assegno (infine risultato falso) alla Camera, firmato dal boss Evaristo Porras del cartello dell'Amazzonia. In aggiunta fu trapelata la registrazione di una conversazione tra Lara e Porras che portò molti a mettere in discussione la legalità di Lara. Il presidente Betancur, comunque, non dismise Lara dal suo incarico.
Lara infatti riuscendo a negare il legame con i signori della droga, screditò Escobar e il governo iniziò a smascherare le sue attività criminali. Escobar fu espulso dal Congresso e il suo passaporto per gli Stati Uniti fu cancellato. Il ministro riavviò vecchi procedimenti penali contro Escobar e altri boss come Carlos Lehder; ordinò la confisca di centinaia di velivoli e proprietà, che erano presumibilmente utilizzati per la produzione e la distribuzione di sostanze stupefacenti. Mentre nel Congresso si discuteva l'approvazione di un trattato di estradizione con gli Stati Uniti, Escobar e i suoi alleati pensarono di risolvere i loro problemi eliminando fisicamente Lara.

### Assassinio
Solo 9 mesi dopo aver occupato la scrivania del Ministero della Giustizia, la notte del 30 aprile 1984, Rodrigo Lara Bonilla muore ucciso sul colpo dentro la sua auto, una Mercedes-Benz W123 bianca targata "FD 5883", nella calle 127, a nord di Bogotà, la quale fu successivamente nominata "Avenida Rodrigo Lara Bonilla" in suo onore.
L'omicidio fu perpetrato per mano di Ivàn Darìo Guisado, membro dei Los Priscos (un gruppo di sicari al servizio del Cartello di Medellín) Il sicario viaggiava come passeggero su una motocicletta Yamaha Calimatic 175cc rosa guidata da Byron de Jesùs Velàzquez, alias "Quesito". Dopo l'omicidio cominciò l'inseguimento dei sicari, che portò alla morte di Guisado, che si ferì mortalmente cadendo dalla moto dopo che questa sfuggì al controllo di Velàzquez, il quale venne catturato e scontò una pena di 11 anni di carcere.

### Conseguenze
La morte di Lara Bonilla portò il governo di Betancur ad approvare immediatamente la Legge sull'Estradizione, dando inizio alla guerra contro il narcotraffico in Colombia. Al suo posto, Enrique Parejo Gonzàlez fu nominato ministro della Giustizia. Egli portò avanti un duro attacco contro il narcotraffico, portando all'estradizione di tre membri del Cartello di Medellín negli Stati Uniti.
Nel 2009 Rodrigo Lara Restrepo, figlio di Lara, e i figli del fu Luis Carlos Galán hanno annunciato ai media il loro perdono verso Sebastián Marroquín (alias Juan Pablo Escobar), figlio di Pablo Escobar, che si scusò per il danno causato al Paese nei suoi vent'anni di narcoterrorismo, come raccontato nel docufilm Sins of my father (2009).

## Nella cultura di massa
- Nella serie colombiana di Caracol Televisión Escobar, el Patrón del Mal (2012), Lara è interpretato dall'attore colombiano Ernesto Benjumea.
- Nella serie di Netflix Narcos (2015, stagione 1, episodio 3, Gli uomini di sempre), Lara, che è interpretato dall'attore messicano Adan Canto, denuncia Escobar e combatte contro i narcotrafficanti, venendo quindi assassinato.